# Огнєн Мудринські
Огнєн Мудринські (серб. Огњен Мудрински/Ognjen Mudrinski, нар. 15 листопада 1991, Србобран) — сербський футболіст, нападник клубу «Спартак» (Суботиця). Відомий за виступами в низці сербських і закордонних клубів, а також у складі молодіжної збірної Сербії. Чемпіон Словенії.

## Клубна кар'єра
Огнєн Мудринські народився 1991 року в місті Србобран. Вихованець юнацьких команд футбольних клубів «Србобран» та «Воєводина». У дорослому футболі дебютував 2009 року виступами за команду «Воєводина», в якій грав до 2010, взявши участь у 6 матчах чемпіонату, а в 2010 році грав у оренді в складі клубу «Хайдук» (Кула). Наступний сезон розпочав у складі клубу «Воєводина», проте після одного проведеного матчу футболіста віддали в оренду до клубу «Новий Сад». У сезоні 2011—2012 року Мудринські грав у складі клубу «Ягодина», де став гравцем основи, відзначившись у 30 матчах 9 забитими м'ячами. У 2012 році футболіст отримав запрошення від одного з кращих сербських клубів «Црвена Звезда», де також відзначився результативною грою, відзначившись 11 забитими м'ячами у 23 матчах.
У 2013 році сербський форвард отримав запрошення від німецького клубу «Гройтер», проте в його складі не став футболістом основного складу, й наступний сезон у складі швейцарського «Аарау» виявився для Мудринські невдалим, після чого у 2016 році він повернувся на батьківщину до клубу «Спартак» (Суботиця).
У 2017 році Огнєн Мудринські став гравцем сербського клубу «Чукарички», де також зумів стати гравцем основного складу. У складі «Чукаричок» Мудринські грав до 2019 року, провівши 55 матчів у чемпіонаті, в яких відзначився 25 забитими м'ячами.
У 2019 році сербський нападник перейшов до польського клубу «Ягеллонія», проте в польському клубі надовго не затримався, й протягом 2020—2022 року він грав у оренді в словенських клубах «Гориця» (Велика Гориця) та «Марибор». У складі «Марибора» Мудринські став чемпіоном Словенії та кращим бомбардиром першості з 17 забитими м'ячами.
До складу таїландського клубу «Лампхун Ворріор» приєднався 2022 року. Станом на 7 вересня 2022 року відіграв за команду з провінції Лампхун 4 матчі в національному чемпіонаті.
У 2023 році перейшов до угорського клубу «Уйпешт», у якому відіграв 9 матчів та забив 3 голи. Того ж року перейшов до «Спартака» з Суботиці.

## Виступи за збірну
2012 року залучався до складу молодіжної збірної Сербії. На молодіжному рівні зіграв у 5 офіційних матчах, забив 2 голи.

## Титули і досягнення

### Командні
- Чемпіон Словенії (1):

«Марибор»: 2021–2022

### Особисті
Найкращий бомбардир Першої Ліги Словенії 2021—2022 (17)